# Thelypteris furfuracea
Thelypteris furfuracea är en kärrbräkenväxtart som beskrevs av Alan Reid Smith. Thelypteris furfuracea ingår i släktet Thelypteris och familjen Thelypteridaceae. Inga underarter finns listade.